# Peter Gelle
Peter Gelle, född den 23 augusti 1984 i Nové Zámky, Slovakien, är en slovakisk kanotist.
Han tog bland annat VM-guld i K-2 1000 meter i samband med sprintvärldsmästerskapen i kanotsport 2011 i Szeged.